# 158329 Stevekent
158329 Stevekent è un asteroide della fascia principale. Scoperto nel 2001, presenta un'orbita caratterizzata da un semiasse maggiore pari a 2,2788758 UA e da un'eccentricità di 0,1998236, inclinata di 8,75410° rispetto all'eclittica.